# Stephen Lee Bun Sang
Stephen Lee Bun Sang (chiń. trad. 李斌生 ur. 10 listopada 1956 w Hongkongu) – chiński duchowny rzymskokatolicki, biskup Makau od 2016.

## Życiorys

### Prezbiterat
Święcenia kapłańskie przyjął 20 sierpnia 1988 w prałaturze Opus Dei. Po studiach i krótkim pobycie na Filipinach został dyrektorem szkoły Tak Sun w Hongkongu, a w 1991 został obrońcą węzła w diecezjalnym sądzie. W 2011 objął funkcję wikariusza prałatury Opus Dei dla Azji Wschodniej.

### Episkopat
11 lipca 2014 papież Franciszek mianował go biskupem pomocniczym diecezji Hongkongu ze stolicą tytularną Novae. Sakry udzielił mu 30 sierpnia 2014 kardynał John Tong Hon.
16 stycznia 2016 został mianowany ordynariuszem diecezji Makau.